# سد عاصم
سد عاصم (به عربی: سد عاصم) یک منطقهٔ مسکونی در عربستان سعودی است که در استان عسیر واقع شده‌است.